# OTJ Palárikovo
OTJ Palárikovo (celým názvem: Obecná telovýchovná jednota Palárikovo) je amatérsky slovenský fotbalový klub, který sídlí v obci Palárikovo. Byl založen v roce 1929.
Své domácí zápasy hraje na hřišti OTJ Palárikovo s kapacitou 200 diváků.

## Historické názvy
Zdroj:
- Š. K. Slovenský Meder
- Tótmegyeri SC (Tótmegyeri Sport Club)
- Tótmegyeri LE (Tótmegyeri Labdarúgó Egylete)
- ŠK Železničiari Slovenský Meder
- ŠK Sokol Železničiari Palárikovo
- TJ Lokomotíva Palárikovo (Telovýchovná jednota Palárikovo)
- OTJ Palárikovo (Obecná telovýchovná jednota Palárikovo)

## Umístění v jednotlivých sezonách
Víťazstvá v súťažiach
- 1942/1943 – Északdunántúli kerület – sk. Felvidéki (II. osztály)
- 1945/1946 – Okresný prebor Nitra
- 1950/1951 – Krajský prebor (2. miesto - postup do majstrovstiev kraja)
- 1967/1968 – 1.A trieda ZsFZ sk. Sever
- 1982/1983 – 1.B trieda ZsFZ sk. Sever
- 2003/2004 – MO Nové Zámky
- 2005/2006 – V. liga Východ
- 2008/2009 – IV. liga Juhovýchod
- 2020/2021 – VII. liga MEVA ObFZ Nové Zámky

Stručný přehled
Zdroj:
- 1941–1943: Északdunántúli kerület – sk. Felvidéki (II. osztály) Severodunajský okres - sk. Hornouhorská (II. trieda)
- 1943–1944: Győri (Északdunántúli) kerület – sk. Győri (I. osztály) Győrsky (Severodunajský) okres - sk. Győrska (I. trieda)
- 1963–1965: I. A trieda ZsFZ – sk. Sever
- 1967–1968: I. A trieda ZsFZ – sk. Sever
- 1968–1970: Krajský přebor – sk. Západ
- 1970–1973: I. A trieda ZsFZ – sk. Jihovýchod
- 1973–1974: I. A trieda ZsFZ – sk. Severovýchod
- 1974–1983: I. B trieda ZsFZ
- 1984–1993: I. A trieda ZsFZ - sk. Severovýchod
- 1993–1995: 6. liga ZsFZ – sk. Východ
- 2010–2011: 3. liga ZsFZ
- 2011–2013: Majstrovstvá regiónu ZsFZ
- 2013–2014: 3. liga ZsFZ
- 2014–2016: 3. liga – sk. Západ
- 2016–2017: 4. liga ZsFZ – sk. Jihovýchod
- 2017–2018: 8. liga ObFZ NZ
- 2018–2023: 7. liga ObFZ NZ

Jednotlivé ročníky
Zdroj: 
Legenda: Z – zápasy, V – výhry, R – remízy, P – porážky, VG – vstřelené góly, OG – obdržené góly, +/− – rozdíl skóre, B – body, červené podbarvení – sestup, zelené podbarvení – postup, fialové podbarvení – reorganizace, změna skupiny či soutěže
| Maďarsko (1941–1944)       |                                                      |        |                                                             |                                                             |                                                             |                                                             |                                                             |                                                             |                                                             |                                                             |        |
| Sezóny                     | Liga                                                 | Úroveň | Z                                                           | V                                                           | R                                                           | P                                                           | VG                                                          | OG                                                          | +/−                                                         | B                                                           | Pozice |
| 1941/42                    | Északdunántúli kerület – sk. Felvidéki (II. osztály) | 5      | 18                                                          | 11                                                          | 2                                                           | 5                                                           | 36                                                          | 26                                                          | +10                                                         | 24                                                          | 4.     |
| 1942/43                    | Északdunántúli kerület – sk. Felvidéki (II. osztály) | 5      | 14                                                          | 12                                                          | 1                                                           | 1                                                           | 24                                                          | 5                                                           | +19                                                         | 25                                                          | 1.     |
| 1943/44                    | Győri kerület – sk. Győri (I. osztály)               | 4      | 22                                                          | 9                                                           | 3                                                           | 10                                                          | 39                                                          | 41                                                          | −2                                                          | 21                                                          | 5.     |
| Československo (1945–1993) |                                                      |        |                                                             |                                                             |                                                             |                                                             |                                                             |                                                             |                                                             |                                                             |        |
| Sezóny                     | Liga                                                 | Úroveň | Z                                                           | V                                                           | R                                                           | P                                                           | VG                                                          | OG                                                          | +/−                                                         | B                                                           | Pozice |
| …                          |                                                      |        |                                                             |                                                             |                                                             |                                                             |                                                             |                                                             |                                                             |                                                             |        |
| 1963/64                    | I. A trieda ZsFZ – sk. Sever                         | 4      | …                                                           | …                                                           | …                                                           | …                                                           | …                                                           | …                                                           | …                                                           | …                                                           |        |
| 1964/65                    | I. A trieda ZsFZ – sk. Sever                         | 4      | 25                                                          | 8                                                           | 3                                                           | 14                                                          | 28                                                          | 62                                                          | −34                                                         | 19                                                          | 12.    |
| …                          |                                                      |        |                                                             |                                                             |                                                             |                                                             |                                                             |                                                             |                                                             |                                                             |        |
| 1967/68                    | I. A trieda ZsFZ – sk. Sever                         | 5      | 26                                                          | 12                                                          | 7                                                           | 7                                                           | 38                                                          | 28                                                          | +10                                                         | 31                                                          | 1.     |
| 1968/69                    | Krajský přebor – sk. Západ                           | 4      | 26                                                          | 8                                                           | 2                                                           | 16                                                          | 30                                                          | 54                                                          | −24                                                         | 18                                                          | 12.    |
| 1969/70                    | Krajský přebor – sk. Západ                           | 5      | 25                                                          | 5                                                           | 3                                                           | 17                                                          | 21                                                          | 55                                                          | −34                                                         | 13                                                          | 14.    |
| 1970/71                    | I. A trieda ZsFZ – sk. Jihovýchod                    | 6      | 26                                                          | 6                                                           | 8                                                           | 12                                                          | 22                                                          | 36                                                          | −14                                                         | 20                                                          | 12.    |
| 1971/72                    | I. A trieda ZsFZ – sk. Jihovýchod                    | 6      | 30                                                          | 13                                                          | 4                                                           | 13                                                          | 30                                                          | 44                                                          | −14                                                         | 30                                                          | 9.     |
| 1972/73                    | I. A trieda ZsFZ – sk. Jihovýchod                    | 6      | 22                                                          | 6                                                           | 3                                                           | 13                                                          | 20                                                          | 46                                                          | −26                                                         | 15                                                          | 13.    |
| 1973/74                    | I. A trieda ZsFZ – sk. Severovýchod                  | 6      | 28                                                          | 3                                                           | 8                                                           | 17                                                          | 20                                                          | 53                                                          | −33                                                         | 14                                                          | 16.    |
| …                          |                                                      |        |                                                             |                                                             |                                                             |                                                             |                                                             |                                                             |                                                             |                                                             |        |
| Slovensko (1993–)          |                                                      |        |                                                             |                                                             |                                                             |                                                             |                                                             |                                                             |                                                             |                                                             |        |
| Sezóny                     | Liga                                                 | Úroveň | Z                                                           | V                                                           | R                                                           | P                                                           | VG                                                          | OG                                                          | +/−                                                         | B                                                           | Pozice |
| 1993/94                    | 6. liga ZsFZ – sk. Východ                            | 6      | 30                                                          | 10                                                          | 8                                                           | 12                                                          | 47                                                          | 45                                                          | +2                                                          | 28                                                          | 9.     |
| 1994/95                    | 6. liga ZsFZ – sk. Východ                            | 6      | 30                                                          | 13                                                          | 3                                                           | 14                                                          | 42                                                          | 60                                                          | −18                                                         | 39                                                          | 14.    |
| …                          |                                                      |        |                                                             |                                                             |                                                             |                                                             |                                                             |                                                             |                                                             |                                                             |        |
| 2010/11                    | 3. liga ZsFZ                                         | 4      | 30                                                          | 12                                                          | 10                                                          | 8                                                           | 49                                                          | 35                                                          | +14                                                         | 46                                                          | 4.     |
| 2011/12                    | Majstrovstvá regiónu ZsFZ                            | 4      | 30                                                          | 12                                                          | 4                                                           | 14                                                          | 39                                                          | 56                                                          | −17                                                         | 40                                                          | 8.     |
| 2012/13                    | Majstrovstvá regiónu ZsFZ                            | 4      | 28                                                          | 12                                                          | 9                                                           | 7                                                           | 37                                                          | 27                                                          | +10                                                         | 45                                                          | 6.     |
| 2013/14                    | 3. liga ZsFZ                                         | 4      | 30                                                          | 16                                                          | 7                                                           | 7                                                           | 53                                                          | 28                                                          | +25                                                         | 55                                                          | 4.     |
| 2014/15                    | 3. liga – sk. Západ                                  | 3      | 32                                                          | 12                                                          | 9                                                           | 11                                                          | 37                                                          | 32                                                          | +5                                                          | 45                                                          | 6.     |
| 2015/16                    | 3. liga – sk. Západ                                  | 3      | 32                                                          | 2                                                           | 9                                                           | 21                                                          | 23                                                          | 62                                                          | −39                                                         | 15                                                          | 17.    |
| 2016/17                    | 4. liga ZsFZ – sk. Jihovýchod                        | 4      | Klub se odhlásil v průběhu sezóny, výsledky byly anulovány. | Klub se odhlásil v průběhu sezóny, výsledky byly anulovány. | Klub se odhlásil v průběhu sezóny, výsledky byly anulovány. | Klub se odhlásil v průběhu sezóny, výsledky byly anulovány. | Klub se odhlásil v průběhu sezóny, výsledky byly anulovány. | Klub se odhlásil v průběhu sezóny, výsledky byly anulovány. | Klub se odhlásil v průběhu sezóny, výsledky byly anulovány. | Klub se odhlásil v průběhu sezóny, výsledky byly anulovány. | 16.    |
| 2017/18                    | 8. liga ObFZ NZ                                      | 8      | 26                                                          | 17                                                          | 0                                                           | 9                                                           | 82                                                          | 45                                                          | +12                                                         | 51                                                          | 4.     |
| 2018/19                    | 7. liga ObFZ NZ                                      | 7      | 24                                                          | 5                                                           | 7                                                           | 12                                                          | 33                                                          | 60                                                          | -14                                                         | 22                                                          | 9.     |
| 2019/20                    | 7. liga ObFZ NZ                                      | 7      | 12                                                          | 4                                                           | 2                                                           | 6                                                           | 12                                                          | 19                                                          | -22                                                         | 14                                                          | 8.     |